# Дебора Леви
Дебора Леви (на английски: Deborah Levy) е британска поетеса, драматург и писателка на произведения в жанра драма, лирика и документалистика.

## Биография и творчество
Дебора Леви е родена на 6 август 1959 г. в Йоханесбург, Южна Африка, в семейството на Норман Леви и Филипа Мърел. Внучка е на литовски еврейски имигранти от работническата класа от страна на баща си и на „английско колониално“ семейство от горната средна класа от страна на майка си. Баща ѝ е академик и историк, член на партията Африкански национален конгрес. Заради членството си в партията баща ѝ получава ограничителни мерки от 1964 г. от правителството на апартейда. През 1968 г. семейството емигрира в Лондон, като първоначално живее в Уембли, после в Петс Ууд. Родителите ѝ се развеждат през 1974 г. След завършване на средното си образование следва в Дартингтънския колеж по изкуствата, за което е вдъхновена от филмовия режисьор Дерек Джарман докато работи в киното в Нотинг Хил.
След дипломирането си през 1981 г., започва да пише пиеси за театъра, като някои за поставяни от Кралската Шекспирова трупа. Работи като режисьор и сценарист за „Man Act Theatre Company“, радикална група, която е асоциирана към „Cardiff Laboratory Theatre“. Първата ѝ книга, сборникът с разкази „Ophelia and the Great Idea“ (Офелия и великата идея), е издадена през 1988 г.
През 1989 г. е издаден първият ѝ роман „Красиви мутанти“. Главната героиня, манипулативна и магична руска емигрантка Лапински, организира около себе си група градски пилигрими в алегорична и сюрреалистична история за разбитите мечти и желания.
През 1990 г. е издаден сборникът ѝ с поезия „An Amorous Discourse In the Suburbs of Hell“ (Влюбен дискурс в предградията на ада). Той е под формата на разговор между ангел и счетоводител, разглеждайки от една страна, спонтанността и амбицията, и, от друга, логиката и задоволството.
Омъжва се през 1997 г. за драматурга Дейвид Гейл, с когото имат две дъщери.
През 2011 г. е издаден романът ѝ „Плуване към дома“. В слънчева вила недалеч от Ница се срещат две британски семейства – двойка съпрузи, които търгуват с екзотични стоки, и известен поет с жена си, военна кореспондентка, с 14-годишната им дъщеря. Идването на магнетичната Кити Финч ще разтърси из основи света им, поставяйки вечните теми за дома и брака, родителството и травматичните загуби. Романът е номиниран за наградата „Букър“.
Романът ѝ „Горещо мляко“ от 2016 г. също е номиниран за наградата „Букър“. Той представя историята на София и нейната депресивна и тиранична майка, която се лекува от неясно заболяване в клиника в испански морски курорт. На фона на мистериозните симптоми и ексцентрични болнични порядки се развиват романтични запознанства, които засягат темите за травматичните връзки между родители и деца, за болното общество и за сексуалността. (
В периода 1989 – 1991 г. писателката е сътрудник по творчески изкуства в Тринити Колидж, Кеймбридж, а в периода 2006 – 2009 г. е сътрудник по творчески и сценични изкуства в Кралския колеж по изкуствата м Лондон. В периода 2013 – 2015 г. е гост-професор в Училището по изкуствата на университета „Фолмът“, Фолмът,а в периода 2018 – 2019 г. е сътрудник на Института за идеи и въображение на Колумбийския университет. От 2017 г. е член на Кралското литературно дружество.
Дебора Леви живее в Лондон.

## Произведения

### Самостоятелни романи
- Beautiful Mutants (1989)[1][2][3]
Красиви мутанти, изд.: „Алтера“, София (2021), прев. Ана Пипева
- Swallowing Geography (1993)
- The Unloved (1994)
- Diary of a Steak (1997)
- Billy & Girl (1999)
- Swimming Home (2011)
Плуване към дома, изд.: „Алтера“, София (2019), прев. Ана Пипева
- Hot Milk (2016)
Горещо мляко, изд.: „Алтера“, София (2018), прев. Ана Пипева
- The Man Who Saw Everything (2019)

### Сборници
- Ophelia and the Great Idea (1988)[1][2][3]
- An Amorous Discourse In the Suburbs of Hell (1990) – поезия, с Анджей Борковски
- Pillow Talk in Europe and Other Places (2003)
- Road Stories (2012) – с Ханан Ал-Шейх, Абдулразак Гурна, Ръсел Хобан, Камила Шамси, Йън Синклер, Али Смит, Елинор Том и Клеър Уигфол
- Black Vodka (2012)
Черна водка : десет разказа, изд.: „Алтера“, София (2018), прев. Ана Пипева

### Пиеси
- Pax (1984)[4][4]
- Clam (1985)
- Heresies (1986)
- Our Lady (1986)
- Eva And Moses (1987)
- Heresies & Eva and Moses: two plays (1987)
- Amorous Discourse in the Suburbs of Hell (1991)
- The B File (1992)
- Blood Wedding (1992)
- Call Blue Jane (1992)
- Walks on Water (1992)
- Shiny Nylon (1994)
- Macbeth – False Memory (2000)
- Dream Mamma ()
- Honey Baby ()

### Документалистика
- Diary of a Steak (1997)[2]

#### Серия „Автобиографии“
1. Things I Dont Want to Know (2013)[1][4]
2. The Cost of Living (2018)
3. Real Estate (2021)

### Екранизации
- 2016 Trieste in-between states – документален
- ?? Hot Milk